# Raver
Raver (रावेर) és una ciutat i consell municipal del districte de Jalgaon a Maharashtra. Segons el cens del 2001 la població era de 25.949 habitants. El 1901 tenia 7.870 habitants. Fou cedida pel nizam d'Hyderabad al peshwa maratha de Poona el 1763; el peshwa la va confiar als Holkar. El 1818 va passar als britànics i formà una taluka al districte de Khandesh; el 1892 es va constituir en municipalitat. El 1906 va quedar dins al nou districte de Khandesh Oriental que més tard fou rebatejat Jalgaon.